# Ruy Blas Biagi
Ruy Blas Biagi (Marliana, 10 maggio 1923 – Cave di Maiano, 26 novembre 1944) è stato un militare italiano, giovane volontario della Repubblica Sociale Italiana, inquadrato come sottotenente nella Xª Flottiglia MAS a cui fu intitolata, dopo la fucilazione, la Brigata Nera di Pistoia.
Dopo aver effettuato l'addestramento a Jesolo insieme a Giorgio Pisanò fu inquadrato nei «Servizi Speciali», nei quali operava come volontario fu paracadutato, successivamente sbarcato da sommergibili o, ancor più semplicemente attraversando le linee del fronte, per operare con azioni di sabotaggio e raccolta di informazioni. A metà luglio partì per una nuova missione in cui doveva raggiungere Firenze ma fu scoperto ed arrestato dagli Alleati.
Condannato a morte da un tribunale britannico, il 26 novembre 1944 fu fucilato alle Cave di Maiano, località di Fiesole.